# Kaqtxikels
Els kaqtxikels són un poble indígena de cultura maia de les terres altes de l'oest mitjà de Guatemala. El nom ha estat escrit de diverses maneres, incloent catxiquel, caktxiquel, caqtxikel i kaktxiquel.

## Història
En l'edat postclàssica de l'era maia, la capital kaqtxikel era Iximché. De la mateixa manera que els veïns K'iche', es regien per quatre senyors: Tzotzil, Xajil, Tucuché i Acajal, que foren responsables de les forces armades d'administració, i afers religiosos. Els kaqtxikels registraren llur història en el llibre dels kaqtxikels, també conegut com a Memorial de Sololá.
Iximché va ser conquistada pels castellans que eren dirigits pel conqueridor Pedro de Alvarado l'any 1524. En aquest moment, els kaqtxikels eren els enemics dels quitxés, i van ajudar els castellans a conquistar el seu poble. La primera capital colonial de Guatemala, Tecpán Guatemala, fou fundada vora d'Iximché el 25 de juliol de 1524. Després de diverses revoltes dels kaqtxikels, el 22 de novembre de 1527, la capital fou traslladada a Ciudad Vieja, vora d'Antigua Guatemala.

## Costums
Els kaqtxikels tenen diferents tipus de costums, com a balls religiosos maies i espirituals. Cada regió kaqtxikel es distingeix per tenir els seus propis costums i vestits.

## Idioma
El kaqtxikel és una de les llengües maies, és parlada en l'actualitat per 445.000 persones.